# Companyia de Maria Montfortiana
|  | Per a altres significats, vegeu «Companyia de Maria». |

La Companyia de Maria Montfortiana, en llatí Societas Mariae Montfortana, és una congregació clerical, institut religiós masculí de dret pontifici. Els seus membres, coneguts com a Montfortians, posposen al seu nom les sigles S.M.M.

## Història
La congregació va ésser fundada pel sacerdot bretó Louis-Marie Grignion de Montfort (1673-1716), arran de la seva tasca d'apostolat en els pobles de Bretanya, Normandia i l'oest de França. Per tal de consolidar i continuar els resultats d'aquesta predicació, va fundar una congregació que reunís els preveres i catequistes que s'hi dedicaven. La fundació va tenir lloc a Poitiers en 1705 amb el nom de Missioners de la Companyia de Maria. En 1713, el fundador va redactar una regla de vida on s'emfasitzava la pobresa evangèlica, la caritat envers el món i els febles, l'obediència i l'espiritualitat apostòlica i mariana.
A la mort de Montfort, la companyia tenia només dos sacerdots, René Mulot i Adrien Vatel, i quatre germans coadjutors. Van retirar-se a l'ermita de Saint-Pompain i s'hi estigueren dos anys. En 1718 reprengueren l'activitat apostòlica i el 1722 van elegir superior general de la congregació Mulot, que acabà de consolidar l'organització i contribuí a difondre-la, enviant preveres a missions a l'estranger. Entre 1718 i 1781, els montfortins, també anomenats mulotins, van fer 430 missions a l'oest de França, moltes d'elles d'un mes de durada.
L'institut va ésser aprovat el 12 de setembre de 1748 per Benet XIV (oralment) i rebé el decretum laudis el 20 de maig de 1825.

## Activitat i difusió
Els montfortians es dediquen a l'apostolat missioner, tant entre creients com entre no creients, "establint-hi el regne de Jesús per mitjà de Maria".
Són presents a Europa (Alemanya, Àustria, Bèlgica, Croàcia, Dinamarca, Espanya, França, Islàndia, Itàlia, Països Baixos, Portugal, Regne Unit), Àfrica (República Democràtica del Congo, Kenya, Lesotho, Madagascar, Malawi, Moçambic, Uganda, Zàmbia), Amèrica (Argentina, Bahames, Brasil, Canadà, Colòmbia, Equador, Haití, Nicaragua, Perú, Estats Units), Àsia (Filipines, Índia, Indonèsia) i Papua-Nova Guinea.
Al començament de 2005, l'institut tenia 190 cases i 993 membres, 687 dels quals són sacerdots.